# Борзонт
Борзонт (рум. Borzont) — село у повіті Харгіта в Румунії. Входить до складу комуни Жосень.
Село розташоване на відстані 256 км на північ від Бухареста, 45 км на північний захід від М'єркуря-Чука, 141 км на схід від Клуж-Напоки, 116 км на північ від Брашова.

## Населення
За даними перепису населення 2002 року у селі проживали 826 осіб.
Національний склад населення села:
| Національність | Кількість осіб | Відсоток |
| -------------- | -------------- | -------- |
| угорці         | 812            | 98,3%    |
| румуни         | 12             | 1,5%     |

Рідною мовою назвали:
| Мова      | Кількість осіб | Відсоток |
| --------- | -------------- | -------- |
| угорська  | 811            | 98,2%    |
| румунська | 14             | 1,7%     |